# Darcetina particolor
Darcetina particolor là một loài bướm đêm trong họ Noctuidae.